# Difunta Correa

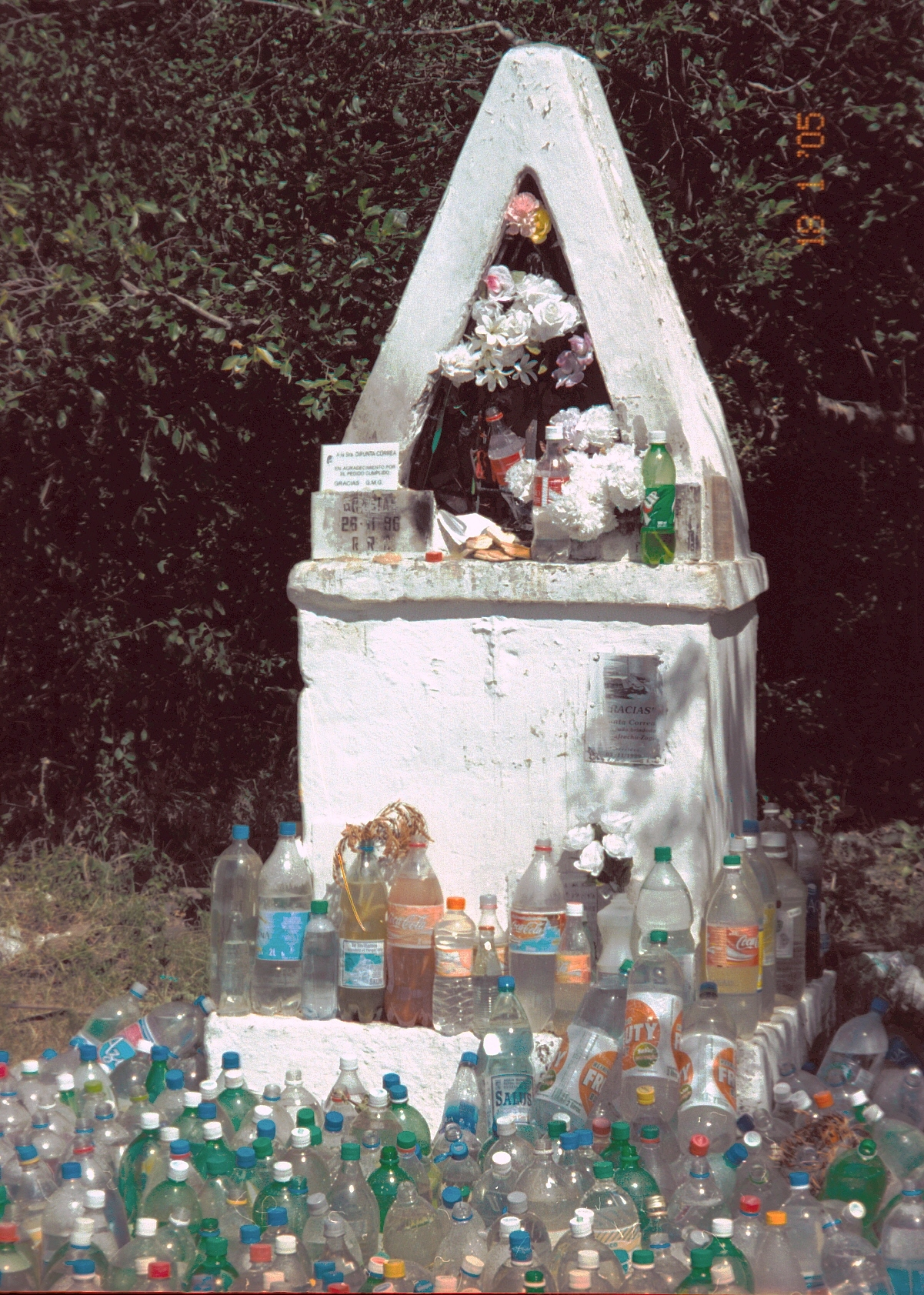
Sanctuaire à la Difunta Correa (Uruguay).

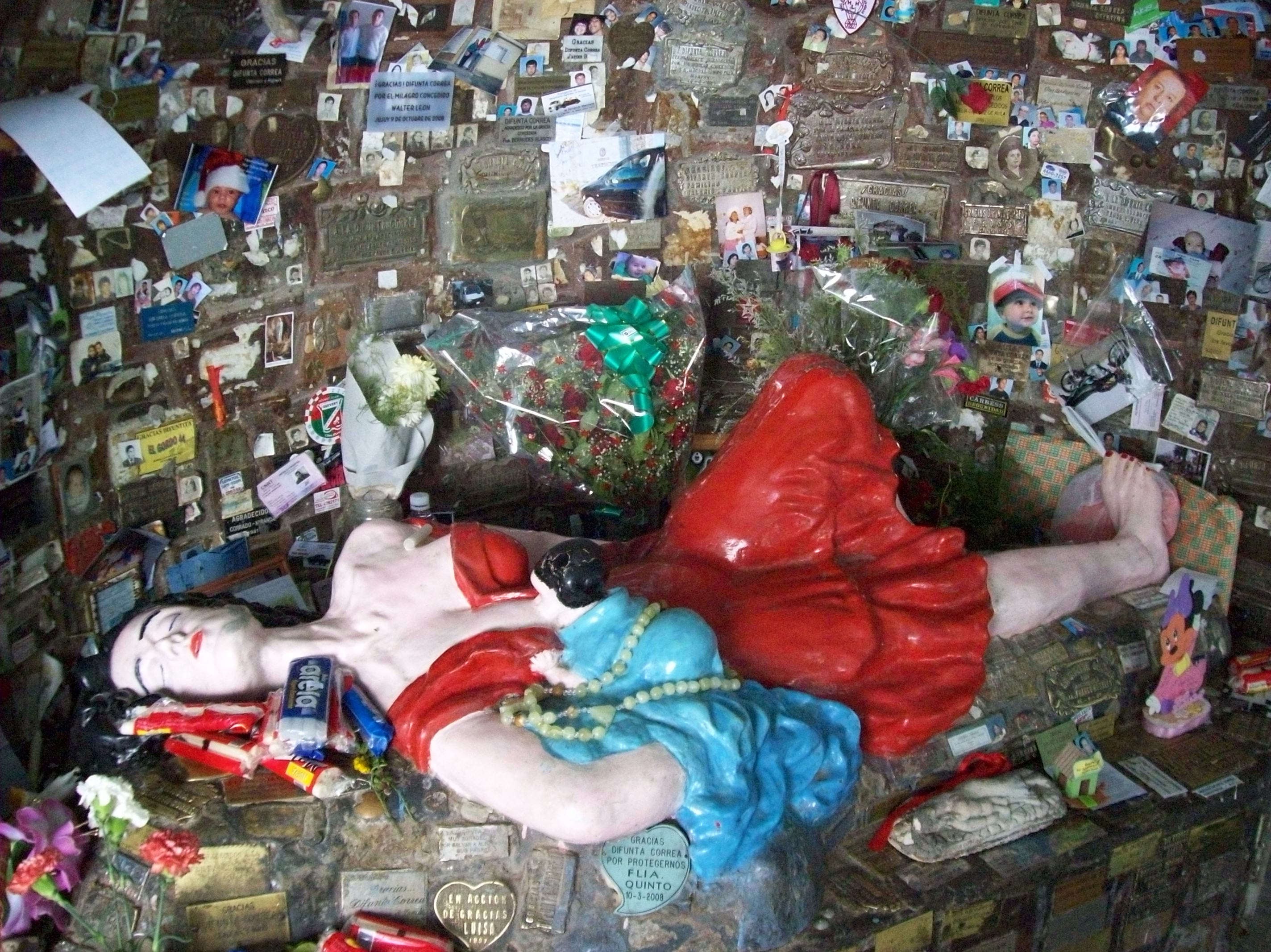
Statue de la Difunta Correa, dans le sanctuaire de Vallecito, province de San Juan.

La Difunta Correa est un personnage mythique qui fait l’objet d’un culte au même titre qu'une sainte en Argentine, au Chili et en Uruguay. Elle possède un sanctuaire dans la localité de Vallecito, dans la province de San Juan, mais la majeure partie de son culte est rendu au bord des routes, dans d’humbles sanctuaires.

## Légende
Deolinda Correa était une femme mariée dont l’époux, Clemente Bustos, fut recruté pendant les guerres civiles qui ont agité l’Argentine au milieu du XIXe siècle. Deolinda, soucieuse de la santé de son mari, entreprit de suivre la troupe dans les déserts de San Juan, avec son nourrisson, quelques vivres et deux gourdes d’eau. Lorsque ses provisions furent épuisées, elle se coucha à l’ombre d’un arbre, son fils au sein, et elle mourut de soif, de faim et d’épuisement. 
Son corps fut retrouvé le lendemain par des muletiers, mais le nourrisson, qui avait continué à téter, était bien vivant. Deolinda fut enterrée dans les environs, à Vallecito, et l’enfant fut emporté. Selon une version de la légende, il décéda le lendemain et fut inhumé aux côtés de sa mère ; selon une autre, il fut recueilli et élevé par une famille.

## Culte
Le culte à Deolinda Correa commença peu après sa mort, lorsque des paysans vinrent se recueillir sur sa tombe. Peu à peu, on lui attribua des miracles, dont le premier était la survie de son fils.  
Aux alentours de 1890, un célèbre éleveur de l’Ouest argentin, Don Pedro Flavio Zeballos, est pris dans une violente tempête, alors qu’il traverse la région pour conduire quelque 500 têtes de bétail vers le Chili. Il craint de perdre des bêtes, quand l'un de ses gauchos lui parle du miracle. Sur la sépulture de la Difunta Correa, Zeballos promet de revenir y ériger une chapelle si Deolinda protège son troupeau. Au petit matin, la tempête est passée et Zeballeros retrouve son cheptel intact. Il poursuit sa route jusqu’à destination mais revient aussitôt pour tenir parole.   
Le sanctuaire de Vallecito, qui comprend aujourd’hui près de vingt chapelles, est devenu un véritable village où un million de personnes se rendent en moyenne chaque année. Le culte de Difunta Correa s’est répandu parmi les muletiers, puis parmi les camionneurs. Ceux-ci ont pris l’habitude de dresser de petits sanctuaires très simples le long des routes de l’Argentine, et d’y laisser des bouteilles d’eau afin, croient-ils d’apaiser la soif de la défunte,.

## Représentation dans la littérature
Camila Sosa Villada décrit dans son roman paru en 2021 Les Vilaines une communauté de femmes trans, s'inspirant en partie de l'histoire de Difunta Correa,.